# Prosopocera sexmaculipennis
Prosopocera sexmaculipennis är en skalbaggsart som beskrevs av Stefan von Breuning 1981. Prosopocera sexmaculipennis ingår i släktet Prosopocera och familjen långhorningar.
Artens utbredningsområde är Kenya. Inga underarter finns listade i Catalogue of Life.